# روبرت جاي س. يونغ
روبرت جاي س. يونغ (بالإنجليزية: Robert J. C. Young)‏ هو مؤرخ ومؤلف بريطاني، ولد في 14 يونيو 1950 في هارتفوردشير في المملكة المتحدة.